# Lasclaveries
Lasclaveries é uma comuna francesa na região administrativa da Nova Aquitânia, no departamento dos Pirenéus Atlânticos. Estende-se por uma área de 6,2 km². Em 2010 a comuna tinha 245 habitantes (densidade: 39,5 hab./km²).